# Trittico della miniera
Il dipinto Trittico della miniera   è opera del pittore Constantin Meunier.

## Storia e descrizione
Il sottotitolo dell'opera è riferito alle sue tre partizioni: La risalita, Il Calvario, La discesa (La remonte, Le Calvaire, La descente); ma fu poi montato invertendo i due pannelli laterali. Il dipinto ha come oggetto il lavoro dei minatori, che Constantin Meunier aveva potuto osservare di persona, visitando le miniere belghe di Borinage, nei pressi di Mons, in provincia di Liegi. 

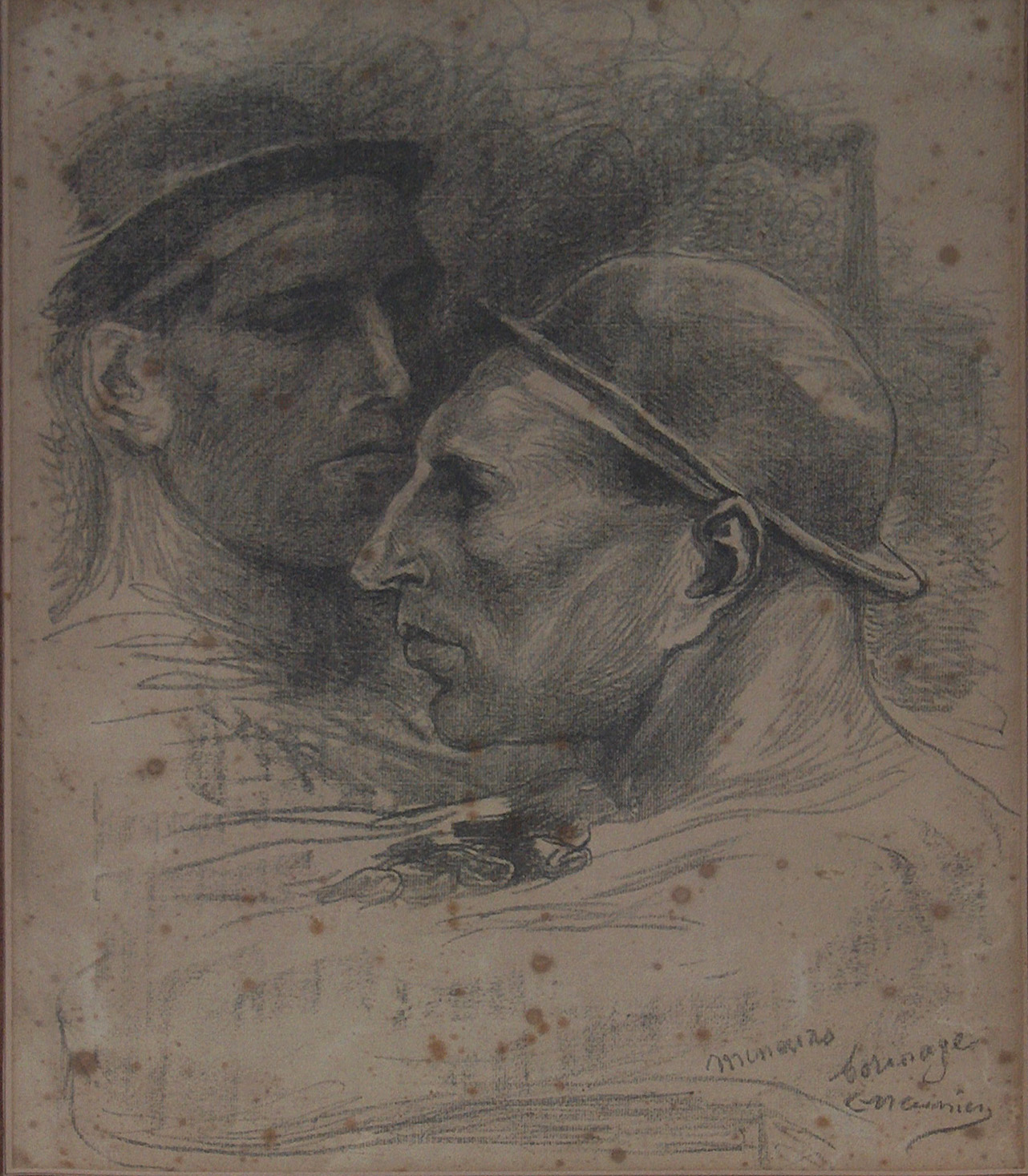
Constant Meunier, Minatori a Borinage, disegno

Prima di dipingere quest'opera, sullo stesso soggetto egli aveva realizzato dipinti, sculture, schizzi e disegni. Il pannello di sinistra - La discesa - è simile al dipinto La vecchia struttura (La vieille charpente) e anche ad un disegno, che  Meunier stesso aveva intitolato La discesa. Borinage (La descente. Borinage). Il pannello La risalita ha qualche similitudine con un bassorilievo in bronzo di Meunier, dal titolo Minatori all'uscita dal pozzo (Miniers à la sortie du puits), databile 1892. Della parte centrale del Trittico esiste un disegno, intitolato Il Calvario dei minatori (Le Calvaire des mineurs). Uno degli ultimi minatori che sale sulla collinetta, fatta con scarti del carbone e da dove si calerà dentro la galleria, si guarda per un'ultima volta indietro, quasi volesse aspirare ancora un po' di aria pulita.
Constantin Meunier, che era profondamente religioso, vedeva nel minatore un martire della società industrializzata e con le sue opere - dipinti, acquarelli e sculture - affrontava la tematica sociale del  lavoro in miniera, che ai suoi tempi era gravosissimo e non tutelato. Una realtà tragica, attraverso l'arte, faceva il suo ingresso nelle mostre d'arte di fine Ottocento ed entrava poi nelle abitazioni dei ricchi e dei potenti. Grazie anche ad artisti, come Constantin Meunier, nella barriere sociali si aprivano fratture e i ricchi guardavano con minore ostilità la plebe.

### Esposizioni
- 1901, La libre estetique, 8ª edizione, Bruxelles (n. 341)
- 1904-1905, Exposition rétrospective de l'art belge, Bruxelles[4]
- 1909, Constantin Meunier, Lovanio, (n. 436)
- 1911, Exposition de Charleroi. Les Arts anciens du Hainaut. Rétrospective Constantin Meunier, Charleroi (n. 325)
- 1925, L'Art contemporain, sections rétrospectives, Anversa (n. 3)
- 1928, Exposition Constantin Meunier, Bruxelles (n. 40)
- 1930, 1830-1930. Fêtes du centenaire. Exposition d'art rétrospectif et contemporain, Lovanio, (n. 44)
- 1953-1954, Rétrospective Constantin Meunier, Charleroi (n. 32)
- 1960, Le drame social dans l'art: de Goya a Picasso, Bruxelles [5]
- 1970-1971, Constantin Meunier, Bochum, (n. 35)
- 1971,  Constantin Meunier, Berlino[6]
- 1975,  Constantin Meunier, Mosca, Odessa, Karlow, (n. 30)
- 1980, Art et société en Belgique: 1848-1914, Charleroi[7]
- 1985, Constantin Meunier (1831-1905), Praga (n. 36)
- 1990, Polyptyques: le tableau multiple du moyen âge au vingtième siècle, Parigi[8]
- 1991-1992, Il lavoro dell'uomo da Goya a Kandinskij, Braccio di Carlo Magno, Città del Vaticano[9]